# Lagos Continental
Lagos Continental o Lagos Mainland es una de las 20 áreas de gobierno local del Estado de Lagos, Nigeria. También forma parte de Lagos Metropolitana.

## Historia
Lagos Continental fue fundada por el Jefe Olofin y está poblado por el mismo grupo que se encuentran en Lagos, en especial los Egbas y Aworis. 
Lagos Continental se ha desarrollado a partir de asentamientos como Ebute-Metaa, Ido-Otto e Ijora. 

## Comunidades
Las comunidades de Lagos Continental son: 
- Yaba
- Ebute-Metta
- Iddo-Otto
- Iwaya
- Akoka
- Makoko
- Abule-nla.